# Бадерко, Александр Григорьевич

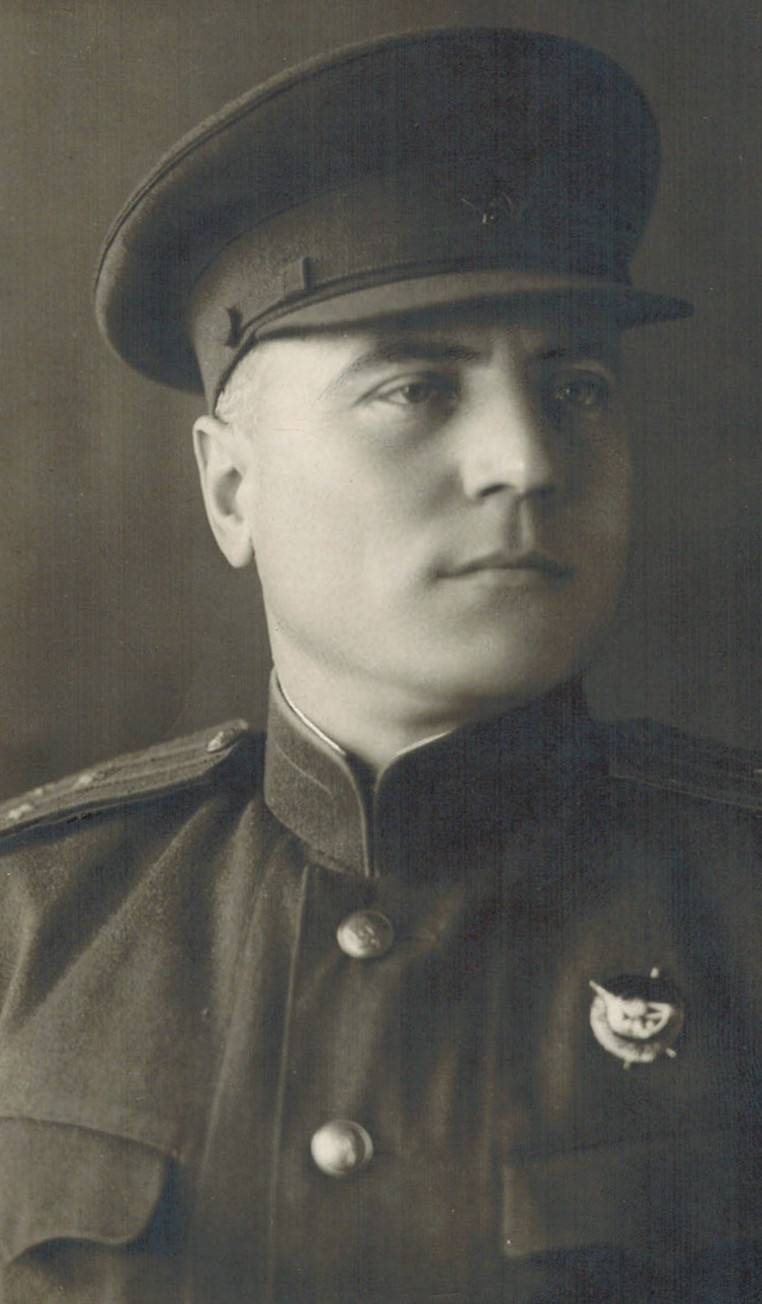

Александр Григорьевич Бадерко (14 августа 1901 года, деревня Присно, Гомельский уезд, Могилёвская губерния, ныне Ветковский район, Гомельская область — 24 августа 1986 года, Рига) — советский военный, полковник (1942 год).

## Начальная биография
Александр Григорьевич Бадерко родился 14 августа 1901 года в деревне Присно Гомельского уезда Могилёвской губернии ныне Ветковского района Гомельской области. Белорус, из рабочей семьи.
В 1913 году закончил сельскую школу.

## Военная служба

### Гражданская война
В декабре 1918 года был призван в ряды РККА и служил красноармейцем в Могилевском батальоне.
С февраля 1919 года учился на Могилёвских пехотных командных курсах, с сентября — на 2-х, а затем — на 1-х Московских пехотных командных курсах. Будучи курсантом принимал участие в боях на Западном фронте против войск под командованием генерала Н. Н. Юденича при обороне Петрограда.
В апреле 1920 года по окончании пехотных командных курсов был назначен на должность командира взвода в 91-м стрелковом полку (11-я стрелковая дивизия), находясь на которой, принимал участие в ходе советско-польской войне. В боях был ранен и контужен.

### Межвоенное время
С сентября 1925 года Бадерко был курсантом-командиром Западной пехотной, а затем Объединённой Белорусской военной школы имени ЦИК Белорусской ССР, по окончании которой командовал взводом на командных курсах, а в сентябре 1927 года был назначен на должность командира роты в составе 20-го стрелкового полка 7-й стрелковой дивизии.
В 1927 году вступил в ряды ВКП(б).
С марта 1930 года был слушателем Военной академии имени М. В. Фрунзе, по окончании которой с мая 1933 года исполнял должность начальника штаба Отдельного мотохимического батальона в Приволжском военном округе. В январе 1935 года был назначен на должность помощника начальника штаба 17-го стрелкового полка в городе Елец, а затем — на должность помощника начальника оперативного отдела штаба 6-й стрелковой дивизии Московского военного округа, дислоцировавшейся в городе Орёл.
С ноября 1936 года находился в служебной заграничной командировке в должности секретаря военного атташе в Болгарии.
В январе 1938 года был назначен на должность преподавателя общей тактики Военной академии имени М. В. Фрунзе, а с декабря был слушателем Академии Генерального штаба РККА.

### Великая Отечественная война
По окончании Академии Генерального штаба в июле 1941 года Бадерко был зачислен в распоряжение Военного совета Западного фронта, после чего исполнял обязанности начальника штаба 30-й армии.
В сентябре 1941 года Бадерко был назначен на должность командира 286-й стрелковой дивизии (54-я армия, Ленинградский фронт). За «несвоевременный ввод частей дивизии в бой по разгрому славянской группировки противника» 24 ноября 1941 года Бадерко был осуждён военным трибуналом 54-й армии на 10 лет ИТЛ без поражения в правах с лишением воинского звания «полковник» и направлением на фронт в качестве рядового. Военный трибунал Ленинградского фронта снизил меру наказания до 5 лет с отменой пункта о разжаловании до рядового и отправке на фронт.
Постановлением Президиума Верховного Совета СССР от 19 февраля 1942 года судимость с Бадерко была снята, и с марта исполнял должность заместителя командира 13-й стрелковой дивизии (42-я армия, Ленинградский фронт).
В июле 1942 года был назначен на должность заместителя начальника оперативного отдела штаба, а в декабре 1943 года — на должность начальника штаба 116-го стрелкового корпуса. С 24 февраля по 15 марта 1944 года исполнял должность командира корпуса, который в составе 67-й армии Ленинградского фронта принимал участие в Ленинградско-Новгородской операции, ликвидации мгинской и лужской группировок противника, а также при освобождении пгт Мга (Ленинградская область). В мае 1944 года вновь был назначен на должность начальника штаба 116-го стрелкового корпуса. Бадерко участвовал в разработке и проведении Псковско-Островской и Тартуской операций, в ходе которых были освобождены города Остров, Выру и Тарту. С декабря 1944 года проходил лечение в госпитале в связи с болезнью. После выздоровления с марта 1945 года исполнял должность начальника штаба 3-й ударной армии (1-й Белорусский фронт), а в апреле 1945 года был назначен на должность заместителя начальника Оперативного управления штаба этого же фронта.

### Послевоенная карьера
В мае 1945 года полковник Бадерко был назначен на должность командира 129-й стрелковой дивизии в составе 3-й армии 1-го Белорусского фронта, в августе преобразованного в Минский военный округ. В декабре того же года был назначен на должность старшего преподавателя Высшей военной академии имени К. Е. Ворошилова.
С августа 1947 года полковник Александр Григорьевич Бадерко в запасе. Умер 24 августа 1986 года в Риге (Латвия).

## Награды
- Орден Ленина (21.02.1945);
- Два ордена Красного Знамени (26.03.1943, 03.11.1944);
- Орден Суворова 2 степени (29.05.1945);
- Два ордена Отечественной войны 1 степени (01.10.1944, 06.04.1985);
- Юбилейная медаль «XX лет Рабоче-Крестьянской Красной Армии» (1938),
- Медаль «За оборону Ленинграда» (01.05.1944);
- Другие медали.